# نقار (أداة)

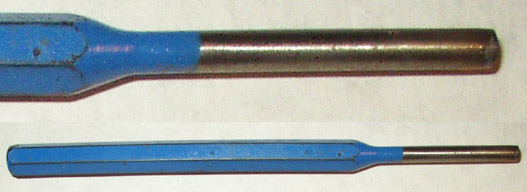
نقّار

النقّار أو المِنْقَرَة (بالإنجليزية: Punch)‏ أداة تصنع من فولاذ ذو صلابة عالية، عادة ما تكون ذي شكل اسطواني أو موشوري، وذي طرف أو رأس حاد، يستخدم للتعليم على موضع ما للحصول على دقة أعلى قبل عملية الثقب أو الحفر. يختلف شكل وحجم المنقرة حسب نوعية السطح المراد تعليمه، فهناك منقرة للخشب، لصفيحة معدنية، لسطح صخري، وكثير غيرها.